# La máquina del Juicio Final (Star Trek: La serie original)
"La máquina del Juicio Final" es el sexto episodio de la segunda temporada de Star Trek: La serie original. Es el episodio número 35 en ser transmitido, el número 35 en ser producido, y fue transmitido por primera vez el 20 de octubre de 1967. Fue repetido el 19 de abril de 1968. Fue escrito por Norman Spinrad y dirigido por Marc Daniels.
En la versión Bluray publicada el 22 de septiembre de 2009 por la Paramount, ASIN: B002I9Z89Y, el título de este episodio en el audio en español es dado como La máquina infernal.
Resumen: La nave estelar Enterprise participa en un mortal juego del gato y el ratón con una máquina destructora de planetas alienígena.

## Trama
En la fecha estelar 4202.9, la USS Enterprise responde a una llamada de auxilio y encuentra que varios planetas en un sistema estelar cercano han sido destruidos. También encuentran a la nave gemela, el USS Constellation, a la deriva y tremendamente dañada. El capitán Kirk y un equipo de control de daños se teletransportan a la nave para investigar y encuentran al oficial comandante de la nave, el comodoro Matthew Decker, medio inconsciente en la sala de control auxiliar - aparentemente siendo el único superviviente. El sr. Scott informa que los motores warp de la nave están dañados más allá de su reparación y que todas las armas están agotadas. Mientras tanto, un Decker incoherente sólo puede murmurar algo que atacó a su nave.
Los registros revelan que la nave investigó el rompimiento de un planeta y que de improviso fue atacada por una enorme máquina con una estructura cónica de kilómetros de longitud y con una apertura gigantesca en un extremo, llena de una enorme cantidad de energía. Después del ataque, Decker ordenó a la tripulación superviviente evacuar hacia la superficie de un planeta cercano, pero para su horror, la máquina destruyó a continuación precisamente ese planeta. Spock teoriza que la máquina destruye los planetas hasta escombros, los que luego consume como combustible y agrega que dada su trayectoria pasada, lo más probable es que venga de fuera de la galaxia y continúe hacia la región más densamente poblada de nuestra galaxia.
Kirk cree que se han encontrado con la máquina del Día del Juicio Final, un dispositivo construido para asegurar la destrucción de ambos bandos en una guerra. La idea era disuadir, no usarla realmente, pero a pesar de eso fue activada. Eliminó a sus constructores mucho tiempo atrás y continuó, alimentado por los mismos planetas que destruía.
Kirk hace que Decker sea teletransportado al Enterprise mientras que él y Scott permanecen en los restos de la nave. En el puente del Enterprise, el Sr. Spock es alertado de la aproximación de la máquina, la cual genera una interferencia tan fuerte que hace que el contacto de comunicación con el comando de la Flota Estelar sea imposible. Cuando la máquina comienza a atacar, Decker aparece en el puente, y citando las regulaciones de la Flota Estelar impone su rango sobre Spock y asume el mando de la nave. A continuación ordena un ataque total contra la máquina ignorando la advertencia de Spock de que el armamento de la nave es inefectivo contra el casco de neutronio puro de la máquina. Como resultado, los motores warp son inutilizados y el Enterprise comienza a ser atraído por un rayo tractor hacia la gigantesca boca de la máquina.
A bordo de la Constellation, Scott ha logrado restaurar parcialmente los fásers y el control de maniobra, con lo que Kirk logra crear una diversión para distraer al destructor de planetas y alejarlo del Enterprise. Cuando la máquina se aleja, Kirk ordena directamente a Spock que releve a Decker del mando, ya claramente éste no está en condiciones de dar órdenes. Ante esto, Decker se da cuenta de que la tripulación del Enterprise apoyará a Spock sin preguntar, se rinde y es escoltado fuera del puente por un equipo de seguridad. Sin embargo, logra deshacerse de su escolta y se dirige rápidamente a la bahía del hangar para robar un transbordador. Luego lo dirige en un ataque kamikaze contra la boca del destructor de planetas a pesar de las peticiones de Kirk y Spock para que regrese.
Kirk detecta que la explosión del transbordador disminuye ligeramente la energía del destructor de planetas. Se da cuenta de que Decker pudo haber tenido la idea correcta pero no la suficiente energía como para destruir a la máquina. Kirk hace calcular a Spock si la explosión de los motores de impulso de la Constellation en el interior de la máquina la destruiría. Spock no está seguro, y tanto él como Scotty se oponen a la intención de Kirk de permanecer a bordo de la Constellation para llevar a cabo ese plan. Kirk hace que Scotty improvise una detonador de tiempo de 30 segundos, planeando activarlo para luego ser teletransportado del Enterprise antes de la detonación. Scotty le explica que una vez que el detonador sea activado no podrá ser detenido.
Con todo preparado, Kirk ordena al resto del equipo regresar al Enterprise y dirige a la Constellation hacia la boca de la máquina. En el momento adecuado activa el detonador de tiempo que comienza su cuenta regresiva de 30 segundos y pide ser teletransportado de regreso a la Enterprise. De modo dramático, el dañado teletransporte del Enterprise falla. Kirk queda a su suerte a bordo de la Constellation. Scott rápidamente hace reparaciones. A medida que el tiempo transcurre hacia cero, el primer oficial Spock le sugiere a Scotty que trate con una "Inversión de Fase", en ese momento hace una compungida solicitud: "Caballeros, sugiero que me teletransporten a bordo" al mismo tiempo que ve cómo la máquina crece en su pantalla. La desesperada reparación de Scott funciona y Kirk es teletransportado a bordo en el último instante. La Constellation entra a la boca de la máquina y explota, destruyendo los mecanismos internos de la máquina destructora de planetas, dejándola a la deriva en el espacio.
En el epílogo, Kirk y Spock reflexionan acerca de los paralelos entre su "máquina del juicio final" y las mismas máquinas de finales del siglo XX en la Tierra. Kirk nota la ironía que los motores de impulso de la Constellation explotaron de la misma forma, aunque esta vez sirvieron a un propósito positivo.

## Producción
El escritor del episodio Norman Spinrad quería que el actor Robert Ryan representara el papel del comodoro Decker, pero Ryan no estaba disponible debido a compromisos previos.

## Música
Este es uno de los pocos episodios de Star Trek para el cual se escribió música original; en este caso una pieza completa, por Sol Kaplan. El escritor James Lileks destaca que las pistas de la música para este episodio estaban "diseñadas para adaptarse la una al otro, y que ésa es una de las razones para que el episodio trabaje como pocos otros: tiene un ambiente sinfónico único. Tocado de principio a fin, todo se mantiene en una sola pieza". Jeff Bond también destaca que: "Aunque él escribió solo dos piezas para la serie, la música del compositor de New York Sol Kaplan fue usada infinitamente a través de las dos primeras temporadas de la serie". Tanto Lileks y Bond puntualizan similitudes entre esta música y la de la pieza ganadora de premios de John Williams para la película, de una década más tarde, Tiburón. La música para este episodio fue seleccionada, junto con la pieza para La época de Amok, en la segunda entrega con música de la serie por Crescendo Records, la primera entrega con música que no fuera de los episodios pilotos.

## Remasterización del aniversario de los 40 años
Este episodio fue remasterizado en el año 2006 y fue transmitido por primera vez el 10 de febrero de 2007 como parte de la remasterización de la Serie Original. Fue precedido una semana antes por Viaje a Babel y seguido una semana más tarde por La época de Amok. Además del audio y video remasterizado, y todas las animaciones de la USS Enterprise realizadas por CGI que es el estándar de todas las revisiones, los cambios específicos para este episodio son:
- El destructor de planetas y los restos de la USS Constellation fueron renderizados en CGI. Esto incluye darle a la apariencia del destructor de planetas un aspecto más desgastado, metálico.
- Enterprise y Constellation están renderizados de tal forma que son empequeñecidos por el destructor de planetas, dando un sentido mejorado del gigantesco tamaño de éste.
- Para mantenerse en concordancia con los otros episodios de la serie, La Máquina del Juicio Final sufrió varios cortes de escena para reducir la duración del episodio para la sindicación. Estas incluyeron la decisiva escena donde Kirk dice: "Al infierno las regulaciones ..." a la escena de Spock donde dice: "Los vulcanos nunca echan un farol", la mayor parte del combate entre el comodoro Decker y la guardia de seguridad en el corredor, así como el recorte de la escena donde la Constellation es sacrificada y destruida. Las entregas en DVD y Blu-Ray tienen el episodio completo.

## Nueva versión del episodio
Una nueva versión de La máquina del Juicio Final aparece en la serie fan Star Trek: Phase II (continuación a  la serie original), concretamente en el episodio "Primera victoria", y William Windom vuelve a representar su rol casi 40 años más tarde.

## Recepción
Zack Handlen de The A.V. Club calificó al episodio con una 'A', describiendo al episodio como material muy fuerte notando el efectivo desarrollo de la tensión y el desarrollo del personaje de Decker. Handlen también destacó la pieza musical de Sol Kaplan que se ajusta a la intensidad de los actores.